# Green Landscaping
Green Landscaping Group AB är ett svenskt börsnoterat företag i Stockholm, som planerar, anlägger och sköter utemiljöer. Det är verksamt i Sverige och Norge. Green Landscaping grundade 2009 genom en sammanslagning av ISS Landscaping AB, Jungs Trädgårdsplanering Aktiebolag, Mark & Trädgårdsanläggare Sjunnesson AB och Qbikum Mark och Park AB. 
Green Landscapings aktie noterades på Stockholmsbörsens First North-lista 2018 och på Small Cap-listan 2019.